# Machilidae
'Machilidae' vormen een insectenfamilie in de orde van de rotsspringers (Microcoryphia), zo genoemd omdat ze wegspringen als ze verstoord worden en omdat ze meestal een rots- of steenachtige habitat hebben. De wetenschappelijke naam werd voor het eerst geldig gepubliceerd door Giovanni Battista Grassi in 1888.
Deze familie omvat circa 42 geslachten en 310 soorten.
Ze komen oorspronkelijk in het noordelijke halfrond voor. Ten zuiden van de evenaar, in Indonesië, heeft men soorten ontdekt uit de geslachten Graphitarsus en Hybographitarsus. Sommige soorten komen op zeer grote hoogte voor; een soort uit het geslacht Machilanus is aangetroffen in de Himalaya op ongeveer 5.500 m hoogte.

## Soorten in België en Nederland
In België en Nederland komen de volgende soorten voor, met de auteur, de zeldzaamheid en het verspreidingsgebied.
| Naam                                           | Auteur           | Verspreidingsgebied |
| ---------------------------------------------- | ---------------- | --- |
| Dilta hibernica                                | Carpenter, 1907  | Algemeen in Nederland, komt voor in delen van Europa. |
| Y-maskerrotsspringer (Lepismachilis y-signata) | Kratochvil, 1945 | Alleen in de Grebbeberg en in Zuid-Limburg, komt voor in delen van Europa. |
| Machilis germanica                             | Janetschek, 1953 | Vrij algemeen in Nederland, bij de St. Pietersberg en langs de rivieren, in 2021 ook gevonden in België. Komt alleen voor in westelijk Europa.                                                  |
| Kuststeenspringer(Petrobius brevistylis)       | Carpenter, 1913  | De meest algemene soort, voornamelijk langs te kust en nog resterende populaties langs de kust van de voormalige Zuiderzee. In grote delen van Europa en Azië, geïntroduceerd in Noord-Amerika. |
| Trigoniophthalmus alternatus                   | Silvestri, 1904  | Vrij algemeen in Nederland, komt verder voor in grote delen van Europa tot in Azië. |